# هيبوليت دوراند
هيبوليت دوراند (بالفرنسية: Hippolyte Durand)‏ هو مهندس معماري فرنسي، ولد في 7 نوفمبر 1801 في باريس في فرنسا، وتوفي بنفس المكان في 18 يناير 1882.